# Olive Hill
Olive Hill is een plaats (city) in de Amerikaanse staat Kentucky, en valt bestuurlijk gezien onder Carter County.

## Demografie
Bij de volkstelling in 2000 werd het aantal inwoners vastgesteld op 1813.
In 2006 is het aantal inwoners door het United States Census Bureau geschat op 1821, een stijging van 8 (0,4%).

## Geografie
Volgens het United States Census Bureau beslaat de plaats een oppervlakte van
5,2 km², geheel bestaande uit land. Olive Hill ligt op ongeveer 260 m boven zeeniveau.

## Geboren
- Tom T. Hall (1936-2021), zanger, songwriter en auteur

## Plaatsen in de nabije omgeving
De onderstaande figuur toont nabijgelegen plaatsen in een straal van 36 km rond Olive Hill.